# Mesofilo (botánica)
Mesófilo, o más correctamente (aunque menos usado), mesofilo, es un término botánico que designa el tejido que se encuentra entre las epidermis del haz y del envés de las hojas. Según Font Quer, «mesofilo» (nombre) proviene del griego fýlon ‘hoja’, con el prefijo -meso; literalmente, ‘en medio de la hoja’.

## Estructura del mesófilo
El mesófilo, constituido por tejidos vasculares que forman las venas de las hojas y un tejido parenquimático especializado para realizar la fotosíntesis denominado clorénquima, se encuentra entre ambas caras de la hoja. Está constituido por el parénquima en empalizada, situado en la epidermis superior (haz de la hoja) y formado por células alargadas, y el parénquima esponjoso en la inferior, con células irregulares entre las que se encuentran grandes espacios intercelulares.
El mesófilo puede ser homogéneo, cuando está formado por un solo tipo de células de clorénquima. En este caso, las células pueden ser más o menos redondeadas, como sucede en plantas herbáceas como el lino o la lechuga, o estar constituido por células alargadas, como sucede en la remolacha.  Las especies de eucaliptos con hojas péndulas también presentan este tipo de mesófilo.
Cuando el clorénquima de la hoja se diferencia en parénquima en empalizada y parénquima esponjoso, el mesófilo se dice heterogéneo. Según la ubicación de los dos tipos de clorénquima se distinguen tres tipos de estructura del mesófilo. 
- El mesófilo dorsiventral o bifacial, propio de magnoliópsidas, es el tipo de estructura en el que el clorénquima en empalizada está hacia el haz de la hoja y el clorénquima esponjoso hacia el envés, como es el caso de la vid y el aligustre. Esta organización se encuentra usualmente en las hojas que se orientan horizontalmente.  El número de capas de clorénquima en empalizada es variable: hay una sola en el caso del tabaco y de la batata, dos en el laurel rosa y en la alfalfa y tres en el caso del peral. El número de capas del clorénquima en empalizada puede incluso variar de una hoja a otra del mismo individuo. Así, en el caso del arce, un árbol de copa amplia, las hojas periféricas tienen más capas de clorénquima que las que se encuentran en el interior de la copa. Asimismo, las hojas que están más expuestas al sol son más gruesas que las que están en la sombra y presentan un mayor desarrollo del clorénquima en empalizada y un mayor número de cloroplastos.
- El mesófilo isobilateral o equifacial,  con una capa de parénquima incoloro entre las capas de clorénquima, es aquella estructura en la que el clorénquima en empalizada se encuentra sobre las dos caras del limbo foliar y el parénquima esponjoso queda entre medio de ellas. Esta organización es característica de las plantas con hojas erguidas o péndulas, tales como el clavel.
- El mesófilo céntrico, radial o unifacial, puede presentar esclerénquima y un tejido de transfusión cuya función es la de permitir el paso del agua hacia los tejidos conductores; es un tipo de estructura que se encuentra en especies con hojas muy angostas, casi cilíndricas. En este tipo de organización del mesófilo el parénquima en empalizada orientada hacia el haz forma una capa casi continua con la del envés, como por ejemplo en el género Salsola. Esta estructura es frecuente en plantas xerofíticas y plantas suculentas, cuyo mesófilo contiene células pequeñas, el clorénquima en empalizada está más desarrollado que el esponjoso y frecuentemente está reforzado por esclerénquima.[3]

Diagrama de corte transversal de una hoja.